# Cuddle Up a Little Closer, Lovely Mine
Cuddle Up a Little Closer, Lovely Mine  ist ein Popsong, den Karl Hoschna (Musik) und Otto Harbach (Text) verfassten und 1908 veröffentlichten.

## Hintergrund
Hoschna und Harbach schrieben eine Reihe von Songs, darunter Cuddle Up a Little Closer, Lovely Mine, für die Revue The Three Twins, die großen Erfolg am New Yorker Broadway hatte und den Song in den Vereinigten Staaten populär machte.

## Erste Aufnahmen und spätere Coverversionen

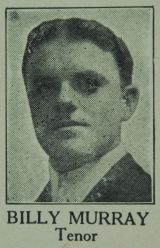
Billy Murray um 1919

Zu den Musikern, die den Song coverten, gehörten Ada Jones/Billy Murray (1909) und Frank Milne; Josephine Bradley (Decca MW 184) sowie Edna Brown und James F. Harrison (1913, Victor 17267); in den 1920er-Jahren nahmen ihn auch The Ambassadors (Vocalion, mit Phil Napoleon) und Horace Heidt (Victor) auf.
Der Diskograf Tom Lord listet im Bereich des Jazz insgesamt 17 (Stand 2015) Coverversionen, u. a. von  Ben Pollack, Jack Teagarden (als Teil des Soundtracks des Paramount-Musikfilms  Birth Of The Blues), Charlie Spivak, Les Elgart, Maxwell Davis, Eddy Howard, Ted Lewis, Dick Hyman, Bill Carrothers und Julie London/Jimmy Rowles. Cuddle Up a Little Closer, Lovely Mine fand auch Verwendung in dem Tanzfilm The Story of Vernon and Irene Castle und im Zeichentrickfilm Knighty Knight Bugs (1958), außerdem in mehreren Spielfilmen; Betty Grable sang ihn in den Filmmusical Coney Island (1943); Betty Grable, begleitet vom Jimmy Dorsey Orchestra im Soundtrack von Four Jills and a Jeep (1944, Regie William A. Seiter). Anthony Perkins und Jane Fonda interpretierten ihn in Tall Story (1960, Regie Joshua Logan). Auch Sherman Hayes (Aristocrat 769), Paul Weston, Teddy Tucker, Kay Armen (Decca 18568), Sammy Kaye und Doris Day spielten den Popsong ein.